# Giai đoạn vòng loại và vòng play-off UEFA Europa League 2024–25
Giai đoạn vòng loại và vòng play-off UEFA Europa League 2024–25 bắt đầu vào ngày 11 tháng 7 và kết thúc vào ngày 29 tháng 8 năm 2024.
Tổng cộng có 52 đội thi đấu theo hệ thống vòng loại bao gồm giai đoạn vòng loại và vòng play-off. 12 đội thắng ở vòng play-off sẽ tiến vào vòng đấu hạng, cùng với 13 đội được chỉ định vào vòng này, 7 đội thua ở vòng play-off Champions League (5 đội từ Nhóm vô địch và 2 đội từ Nhóm không vô địch) và 4 đội thua ở vòng loại thứ ba Champions League (Nhóm không vô địch). Tổng cộng là 36 đội.
Thời gian là CEST (UTC+2), theo danh sách của UEFA (giờ địa phương, nếu khác, sẽ được đặt trong dấu ngoặc đơn).

## Thể thức thi đấu
Giai đoạn vòng loại được chia thành hai nhánh – Nhánh vô địch và Nhánh chính. Nhánh vô địch bao gồm các đội đã bị loại khỏi nhánh vô địch Champions League và Nhánh chính bao gồm các đội đủ điều kiện là đội xếp thứ ba hoặc thứ tư giải quốc nội của họ hoặc với tư cách là đội vô địch cúp quốc gia. Các nhánh sẽ được gộp lại ở vòng play-off.
Mỗi trận đấu sẽ thi đấu hai lượt, mỗi đội thi đấu một lượt trên sân nhà. Đội nào ghi được nhiều bàn thắng hơn ở hai lượt trận sẽ đi tiếp vào vòng tiếp theo. Nếu tổng tỷ số bằng nhau vào cuối thời gian thi đấu bình thường của trận lượt về, hiệp phụ sẽ được thi đấu và nếu cả hai đội ghi cùng số bàn thắng trong hiệp phụ, tỷ số hòa sẽ được quyết định bằng loạt sút luân lưu.
Trong lễ bốc thăm cho mỗi vòng ở Nhánh chính, các đội sẽ được xếp hạt giống dựa trên hệ số câu lạc bộ UEFA của họ vào đầu mùa giải, với các đội được chia vào các nhóm hạt giống và không hạt giống có cùng số đội. Một đội hạt giống sẽ được bốc thăm gặp một đội không được xếp hạt giống, với thứ tự các lượt trận được quyết định bằng bốc thăm.
Lễ bốc thăm vòng loại thứ ba Nhóm các đội vô địch sẽ không có hạt giống.
Trước khi bốc thăm, UEFA có thể thành lập các "nhóm" theo các nguyên tắc do Ủy ban thi đấu các câu lạc bộ đặt ra hoàn toàn là để thuận tiện cho việc bốc thăm và không giống với bất kỳ nhóm thực tế nào theo nghĩa của cuộc thi. Các đội từ các hiệp hội có xung đột chính trị do UEFA quyết định không thể được xếp vào cùng một trận đấu. Sau lễ bốc thăm, thứ tự các trận đấu có thể bị UEFA đảo ngược do xung đột về lịch thi đấu hoặc địa điểm.

## Lịch thi đấu
Tất cả các trận đấu diễn ra vào thứ Năm, mặc dù có thể diễn ra vào thứ Ba hoặc thứ Tư do xung đột lịch thi đấu.
| Vòng               | Ngày bốc thăm | Lượt đi   | Lượt về   |
| ------------------ | ------------- | --------- | --------- |
| Vòng loại thứ nhất | 18/6/2024     | 11/7/2024 | 18/7/2024 |
| Vòng loại thứ hai  | 19/6/2024     | 25/7/2024 | 1/8/2024  |
| Vòng loại thứ ba   | 22/7/2024     | 8/8/2024  | 15/8/2024 |
| Vòng play-off      | 5/8/2024      | 22/8/2024 | 29/8/2024 |

## Các đội bóng
Ở vòng loại, các đội sẽ được chia thành hai nhánh:
- Nhánh vô địch (12 đội):
  - Vòng loại thứ ba: 12 đội thua cuộc ở vòng loại thứ hai Champions League Nhóm vô địch.
- Nhánh chính:
  - Vòng loại thứ nhất (12 đội): 12 đội tham dự vòng này.
  - Vòng loại thứ hai (18 đội): 12 đội tham dự vòng này và 6 đội thắng ở vòng loại thứ nhất.
  - Vòng loại thứ ba (14 đội): 3 đội tham dự vòng này, 2 đội thua ở vòng loại thứ hai Champions League Nhóm không vô địch và 9 đội thắng ở vòng loại thứ hai.

Những đội chiến thắng ở vòng loại thứ ba sẽ được kết hợp thành một nhánh duy nhất cho vòng play-off:
- Vòng play-off (24 đội): 5 đội tham dự vòng này, 6 đội thua ở vòng loại thứ ba Champions League Nhóm vô địch, 6 đội thắng ở vòng loại thứ ba Nhánh vô địch và 7 đội thắng ở vòng loại thứ ba Nhánh chính.

Tất cả các đội bị loại ở vòng loại và vòng play-off sẽ tham gia Conference League:
- 6 đội thua ở vòng loại thứ nhất Nhánh chính sẽ tham gia vòng loại thứ hai Nhánh chính.
- 9 đội thua ở vòng loại thứ hai Nhánh chính sẽ vào vòng loại thứ ba Nhánh chính.
- 6 đội thua ở vòng loại thứ 3 Nhánh vô địch sẽ tham dự vòng play-off Nhánh vô địch.
- 7 đội thua ở vòng loại thứ 3 Nhánh chính sẽ tham gia vòng play-off Nhánh chính.
- 12 đội thua ở vòng play-off sẽ vào vòng đấu hạng.

Dưới đây là các đội tham gia (với hệ số câu lạc bộ UEFA 2024, tuy nhiên không được sử dụng làm hạt giống cho Nhánh vô địch), được nhóm theo vòng xuất phát của họ. Các đội in nghiêng vẫn có thể đủ điều kiện tham dự Champions League.
| Bảng màu                                                                 |
| ------------------------------------------------------------------------ |
| Đội thắng vòng play-off tiến vào vòng đấu hạng                           |
| Đội thua vòng play-off tiến vào vòng đấu hạng Conference League          |
| Đội thua vòng loại thứ ba tiến vào vòng play-off Conference League       |
| Đội thua vòng loại thứ hai tiến vào vòng loại thứ ba Conference League   |
| Đội thua vòng loại thứ nhất tiến vào vòng loại thứ hai Conference League |

| Đội                           | Hệ số  |
| ----------------------------- | ------ |
| PAOK [CH Q3]                  | 37.000 |
| LASK                          | 37.000 |
| Ferencváros [CH Q3]           | 35.000 |
| Ludogorets Razgrad [CH Q3]    | 26.000 |
| APOEL [CH Q3]                 | 14.500 |
| Anderlecht                    | 14.500 |
| Beşiktaş                      | 12.000 |
| FCSB [CH Q3]                  | 10.500 |
| Heart of Midlothian           | 7.210  |
| TSC                           | 5.555  |
| Jagiellonia Białystok [CH Q3] | 5.075  |

| Đội                       | Hệ số  |
| ------------------------- | ------ |
| Maccabi Tel Aviv [CH Q2]  | 35.500 |
| KÍ [CH Q2]                | 10.000 |
| Shamrock Rovers [CH Q2]   | 9.500  |
| Lincoln Red Imps [CH Q2]  | 9.000  |
| The New Saints [CH Q2]    | 8.500  |
| RFS [CH Q2]               | 8.000  |
| Petrocub Hîncești [CH Q2] | 7.000  |
| Borac Banja Luka [CH Q2]  | 5.500  |
| Celje [CH Q2]             | 4.500  |
| Dinamo Minsk [CH Q2]      | 4.500  |
| Panevėžys [CH Q2]         | 4.000  |
| UE Santa Coloma [CH Q2]   | 1.199  |

| Đội              | Hệ số  |
| ---------------- | ------ |
| Viktoria Plzeň   | 28.000 |
| Partizan [LP Q2] | 25.500 |
| Servette         | 9.000  |
| Lugano [LP Q2]   | 8.000  |
| Kryvbas          | 5.600  |

| Đội                 | Hệ số  |
| ------------------- | ------ |
| Ajax                | 67.000 |
| Braga               | 49.000 |
| Molde               | 28.500 |
| Rapid Wien          | 14.000 |
| Rijeka              | 12.000 |
| Trabzonspor         | 11.500 |
| Cercle Brugge       | 9.760  |
| Kilmarnock          | 7.210  |
| Panathinaikos       | 6.305  |
| Silkeborg           | 6.290  |
| Maccabi Petah Tikva | 6.225  |
| Vojvodina           | 5.555  |

| Đội                | Hệ số  |
| ------------------ | ------ |
| Sheriff Tiraspol   | 20.000 |
| Maribor            | 9.500  |
| Tobol              | 7.500  |
| Wisła Kraków       | 5.075  |
| Pafos              | 4.420  |
| Paks               | 4.375  |
| Elfsborg           | 4.300  |
| Corvinul Hunedoara | 4.275  |
| Botev Plovdiv      | 4.075  |
| Zira               | 4.025  |
| Ružomberok         | 3.925  |
| Llapi              | 2.308  |

Ghi chú
1. CH Q3 Đội thua vòng loại thứ ba Champions League (Nhánh vô địch).
2. CH Q2 Đội thua vòng loại thứ hai Champions League (Nhánh vô địch).
3. LP Q2 Đội thua vòng loại thứ hai Champions League (Nhánh không vô địch).

## Vòng loại thứ nhất
Lễ bốc thăm vòng loại thứ nhất được tổ chức vào ngày 18 tháng 6 năm 2024.

### Hạt giống
Tổng cộng có 12 đội thi đấu ở vòng loại đầu tiên. Hạt giống của các đội sẽ dựa trên hệ số câu lạc bộ UEFA năm 2024 của họ. Đội đầu tiên được bốc thăm trong mỗi trận đấu sẽ là đội chủ nhà ở trận lượt đi.
| Hạt giống                                                          | Không hạt giống                                                             |
| ------------------------------------------------------------------ | --------------------------------------------------------------------------- |
| - Sheriff Tiraspol - Maribor - Tobol - Wisła Kraków - Pafos - Paks | - Elfsborg - Corvinul Hunedoara - Botev Plovdiv - Zira - Ružomberok - Llapi |

### Bảng tóm tắt
Lượt đi diễn ra vào ngày 11 tháng 7 và lượt về diễn ra vào ngày 18 tháng 7 năm 2024.
Đội thắng trong cặp đấu sẽ tiến vào vòng loại thứ hai. Đội thua sẽ được chuyển sang vòng loại thứ hai Conference League Nhánh chính.
| Đội 1            | TTSTooltip Aggregate score | Đội 2              | Lượt đi | Lượt về      |
| ---------------- | -------------------------- | ------------------ | ------- | ------------ |
| Botev Plovdiv    | 4–3                        | Maribor            | 2–1     | 2–2          |
| Elfsborg         | 8–2                        | Pafos              | 3–0     | 5–2          |
| Paks             | 2–4                        | Corvinul Hunedoara | 0–4     | 2–0          |
| Sheriff Tiraspol | 2–2 (5–4 p)                | Zira               | 0–1     | 2–1 (s.h.p.) |
| Wisła Kraków     | 4–1                        | Llapi              | 2–0     | 2–1          |
| Ružomberok       | 5–3                        | Tobol              | 5–2     | 0–1          |

1. ↑  Thứ tự các trận đấu bị đảo ngược sau lần bốc thăm ban đầu.

### Các trận đấu
| Botev Plovdiv         | 2–1      | Maribor      |
| --------------------- | -------- | ------------ |
| - Ujah 9' - Iliev 74' | Chi tiết | - Širvys 19' |

| Maribor                  | 2–2      | Botev Plovdiv              |
| ------------------------ | -------- | -------------------------- |
| - Repas 13' - Beugre 80' | Chi tiết | - Nwachukwu 48' - Ujah 60' |

Botev Plovdiv thắng chung cuộc 4–3.
| Elfsborg                           | 3–0      | Pafos |
| ---------------------------------- | -------- | ----- |
| - Zeneli 9' - Hult 59' - Frick 82' | Chi tiết |       |

| Pafos                              | 2–5      | Elfsborg                                                                |
| ---------------------------------- | -------- | ----------------------------------------------------------------------- |
| - Holmén 25' (l.n.) - Dragomir 43' | Chi tiết | - Ouma 23' - Baidoo 47' - Baldursson 48' - Abdullai 58' - A. Zeneli 85' |

Elfsborg thắng chung cuộc 8–2.
| Paks | 0–4      | Corvinul Hunedoara                |
| ---- | -------- | --------------------------------- |
|      | Chi tiết | - Buș 9' - Lupu 45+2', 86', 90+3' |

| Corvinul Hunedoara | 0–2      | Paks                     |
| ------------------ | -------- | ------------------------ |
|                    | Chi tiết | - Könyves 79' - Böde 90' |

Corvinul Hunedoara thắng chung cuộc 4–2.
| Sheriff Tiraspol | 0–1      | Zira         |
| ---------------- | -------- | ------------ |
|                  | Chi tiết | - Volkov 88' |

| Zira                                                       | 1–2 (s.h.p.) | Sheriff Tiraspol                               |
| ---------------------------------------------------------- | ------------ | ---------------------------------------------- |
| - Utzig 5'                                                 | Chi tiết     | - Allach 54' - Yade 77'                        |
| Loạt sút luân lưu                                          |              |                                                |
| - Alıyev - Ruan Renato - Nuriyev - Ibrahimli - F. Bayramov | 4–5          | - Badolo - Akanbi - Pata - João Paulo - Allach |

Tổng tỷ số 2–2, Sheriff Tiraspol thắng 5–4 trên chấm luân lưu.
| Wisła Kraków               | 2–0      | Llapi |
| -------------------------- | -------- | ----- |
| - Sapała 2' - Rodado 90+5' | Chi tiết |       |

| Llapi        | 1–2      | Wisła Kraków              |
| ------------ | -------- | ------------------------- |
| - Tahiri 74' | Chi tiết | - Rodado 58' - Kiakos 90' |

Wisła Kraków thắng chung cuộc 4–1.
| Ružomberok                                                   | 5–2      | Tobol                     |
| ------------------------------------------------------------ | -------- | ------------------------- |
| - Gabriel 11', 88' - Selecký 40' - Malý 45+3' - Madleňák 77' | Chi tiết | - Ivanović 9' - Henen 45' |

| Tobol             | 1–0      | Ružomberok |
| ----------------- | -------- | ---------- |
| - El Messaoudi 8' | Chi tiết |            |

Ružomberok thắng chung cuộc 5–3.

## Vòng loại thứ hai
Lễ bốc thăm vòng loại thứ hai được tổ chức vào ngày 19 tháng 6 năm 2024.

### Hạt giống
Tổng cộng có 18 đội sẽ chơi ở vòng loại thứ hai. Việc xếp hạt giống cho các đội được dựa trên hệ số câu lạc bộ UEFA năm 2024 của họ. Đối với những đội chiến thắng ở vòng loại thứ nhất, danh tính của đội chưa được biết tại thời điểm bốc thăm, hệ số câu lạc bộ của đội xếp hạng cao nhất còn lại trong mỗi trận đấu đã được sử dụng. Trước khi bốc thăm, UEFA đã thành lập các nhóm gồm các đội được xếp hạt giống và không được xếp hạt giống theo các nguyên tắc do Ủy ban Giải đấu Câu lạc bộ đặt ra. Đội đầu tiên được bốc thăm ở mỗi trận đấu sẽ là đội chủ nhà cho lượt đi.
| Nhóm 1                                                    | Nhóm 1                                                                 | Nhóm 2                                                    | Nhóm 2                                                                      |
| Hạt giống                                                 | Không hạt giống                                                        | Hạt giống                                                 | Không hạt giống                                                             |
| --------------------------------------------------------- | ---------------------------------------------------------------------- | --------------------------------------------------------- | --------------------------------------------------------------------------- |
| - Ajax - Molde - Rapid Wien - Trabzonspor - Cercle Brugge | - Ružomberok[†] - Kilmarnock - Silkeborg - Vojvodina - Wisła Kraków[†] | - Braga - Sheriff Tiraspol[†] - Rijeka - Botev Plovdiv[†] | - Panathinaikos - Maccabi Petah Tikva - Elfsborg[†] - Corvinul Hunedoara[†] |

Ghi chú
1. †Đội thắng ở vòng loại thứ nhất, danh tính sẽ không được biết tại thời điểm bốc thăm. Các đội in nghiêng đã thắng một đội có hệ số cao hơn, do đó về cơ bản sẽ được lấy hệ số của đối thủ trong quá trình bốc thăm.

### Bảng tóm tắt
Trận lượt đi diễn ra vào ngày 25 tháng 7 và trận lượt về diễn ra vào ngày 1 tháng 8 năm 2024.
Đội thắng trong các trận đấu sẽ tiến vào vòng loại thứ ba Nhánh chính. Đội thua sẽ được chuyển đến vòng loại thứ ba Conference League Nhánh chính.
| Đội 1              | TTSTooltip Aggregate score | Đội 2               | Lượt đi | Lượt về |
| ------------------ | -------------------------- | ------------------- | ------- | ------- |
| Ajax               | 4–1                        | Vojvodina           | 1–0     | 3–1     |
| Ružomberok         | 0–3                        | Trabzonspor         | 0–2     | 0–1     |
| Wisła Kraków       | 2–8                        | Rapid Wien          | 1–2     | 1–6     |
| Kilmarnock         | 1–2                        | Cercle Brugge       | 1–1     | 0–1     |
| Molde              | 5–4                        | Silkeborg           | 3–1     | 2–3     |
| Corvinul Hunedoara | 0–1                        | Rijeka              | 0–0     | 0–1     |
| Braga              | 7–0                        | Maccabi Petah Tikva | 2–0     | 5–0     |
| Panathinaikos      | 6–1                        | Botev Plovdiv       | 2–1     | 4–0     |
| Sheriff Tiraspol   | 0–3                        | Elfsborg            | 0–1     | 0–2     |

### Các trận đấu
| Ajax                 | 1–0      | Vojvodina |
| -------------------- | -------- | --------- |
| - Van den Boomen 86' | Chi tiết |           |

| Vojvodina     | 1–3      | Ajax                                   |
| ------------- | -------- | -------------------------------------- |
| - Nikolić 59' | Chi tiết | - Šutalo 53' - Hato 85' - Traoré 90+2' |

Ajax thắng chung cuộc 4–1.
| Ružomberok | 0–2      | Trabzonspor                   |
| ---------- | -------- | ----------------------------- |
|            | Chi tiết | - Trézéguet 39' - Çanak 90+1' |

| Trabzonspor  | 1–0      | Ružomberok |
| ------------ | -------- | ---------- |
| - Drăguș 65' | Chi tiết |            |

Trabzonspor thắng chung cuộc 3–0.
| Wisła Kraków         | 1–2      | Rapid Wien                |
| -------------------- | -------- | ------------------------- |
| - Hofmann 79' (l.n.) | Chi tiết | - Jansson 36' - Seild 53' |

| Rapid Wien                                                       | 6–1      | Wisła Kraków |
| ---------------------------------------------------------------- | -------- | ------------ |
| - Burgstaller 6', 30', 35' - Beljo 24' - Raux-Yao 45' - Lang 79' | Chi tiết | - Rodado 80' |

Rapid Wien thắng chung cuộc 8–2.
| Kilmarnock   | 1–1      | Cercle Brugge |
| ------------ | -------- | ------------- |
| - Watson 70' | Chi tiết | - Olaigbe 55' |

| Cercle Brugge | 1–0      | Kilmarnock |
| ------------- | -------- | ---------- |
| - Somers 21'  | Chi tiết |            |

Cercle Brugge thắng chung cuộc 2–1.
| Molde                                   | 3–1      | Silkeborg  |
| --------------------------------------- | -------- | ---------- |
| - Kaasa 2' - Eikrem 45+1' - Eriksen 49' | Chi tiết | - Lind 35' |

| Silkeborg                             | 3–2      | Molde              |
| ------------------------------------- | -------- | ------------------ |
| - Adamsen 3' (ph.đ.), 57' - Bakiz 88' | Chi tiết | - Breivik 23', 82' |

Molde thắng chung cuộc 5–4.
| Corvinul Hunedoara | 0–0      | Rijeka |
| ------------------ | -------- | ------ |
|                    | Chi tiết |        |

| Rijeka         | 1–0      | Corvinul Hunedoara |
| -------------- | -------- | ------------------ |
| - Petrovič 12' | Chi tiết |                    |

Rijeka thắng chung cuộc 1–0.
| Braga                                | 2–0      | Maccabi Petah Tikva |
| ------------------------------------ | -------- | ------------------- |
| - R. Horta 56' - Zalazar 59' (ph.đ.) | Chi tiết |                     |

| Maccabi Petah Tikva | 0–5      | Braga                                                                        |
| ------------------- | -------- | ---------------------------------------------------------------------------- |
|                     | Chi tiết | - Fernandes 29', 42', 45+4' - Galabov 62' (l.n.) - El Ouazzani 90+1' (ph.đ.) |

Braga thắng chung cuộc 7–0.
| Panathinaikos                           | 2–1      | Botev Plovdiv |
| --------------------------------------- | -------- | ------------- |
| - Jeremejeff 8' - Bakasetas 44' (ph.đ.) | Chi tiết | - Korošec 71' |

| Botev Plovdiv | 0–4      | Panathinaikos                                        |
| ------------- | -------- | ---------------------------------------------------- |
|               | Chi tiết | - Jeremejeff 6', 50' - Ujah 34' (l.n.) - Đuričić 45' |

Panathinaikos thắng chung cuộc 6–1.
| Sheriff Tiraspol | 0–1      | Elfsborg              |
| ---------------- | -------- | --------------------- |
|                  | Chi tiết | - Hedlund 86' (ph.đ.) |

| Elfsborg                   | 2–0      | Sheriff Tiraspol |
| -------------------------- | -------- | ---------------- |
| - Abdullai 2' - Baidoo 73' | Chi tiết |                  |

Elfsborg thắng chung cuộc 3–0.

## Vòng loại thứ ba
Lễ bốc thăm vòng loại thứ ba được tổ chức vào ngày 22 tháng 7 năm 2024.

### Hạt giống
Tổng cộng có 26 đội thi đấu ở vòng loại thứ ba - 12 đội ở Nhánh vô địch và 14 đội ở Nhánh chính. Việc xếp hạt giống cho các đội sẽ dựa trên hệ số câu lạc bộ UEFA năm 2024 của họ. Đối với những đội thắng ở vòng loại thứ hai, danh tính của họ sẽ không được biết tại thời điểm bốc thăm, hệ số câu lạc bộ của đội xếp hạng cao nhất còn lại trong mỗi trận đấu sẽ được sử dụng. Đối với những đội thua ở vòng loại thứ hai Champions League, hệ số câu lạc bộ của đội xếp hạng thấp hơn trong mỗi trận đấu sẽ được sử dụng. Trước khi bốc thăm, UEFA có thể thành lập các nhóm gồm các đội được xếp hạng và không được xếp hạng theo các nguyên tắc do Ủy ban Giải đấu Câu lạc bộ đặt ra. Đội đầu tiên được bốc thăm ở mỗi trận đấu sẽ là đội chủ nhà cho lượt đi.
| Nhóm 1                                | Nhóm 1                                                | Nhóm 2                                                          | Nhóm 2                                                  |
| Hạt giống                             | Không hạt giống                                       | Hạt giống                                                       | Không hạt giống                                         |
| ------------------------------------- | ----------------------------------------------------- | --------------------------------------------------------------- | ------------------------------------------------------- |
| - KÍ[†] - Shamrock Rovers[†] - RFS[†] | - Borac Banja Luka[†] - Celje[†] - UE Santa Coloma[†] | - Maccabi Tel Aviv[†] - Lincoln Red Imps[†] - The New Saints[†] | - Petrocub Hîncești[†] - Dinamo Minsk[†] - Panevėžys[†] |

| Nhóm 1                                                | Nhóm 1                                                                | Nhóm 2                                      | Nhóm 2                                       |
| Hạt giống                                             | Không hạt giống                                                       | Hạt giống                                   | Không hạt giống                              |
| ----------------------------------------------------- | --------------------------------------------------------------------- | ------------------------------------------- | -------------------------------------------- |
| - Ajax[††] - Molde[††] - Partizan[†] - Rapid Wien[††] | - Trabzonspor[††] - Cercle Brugge[††] - Lugano[†] - Panathinaikos[††] | - Braga[††] - Viktoria Plzeň - Elfsborg[††] | - Rijeka[††] - Servette - Kryvbas Kryvyi Rih |

Ghi chú
1. † Đội thua ở vòng loại thứ hai Champions League, danh tính sẽ chưa được biết vào thời điểm bốc thăm. Các đội in nghiêng đã thua một đội có hệ số thấp hơn, do đó về cơ bản sẽ phải lấy hệ số của đối thủ trong quá trình bốc thăm.
2. †† Đội thắng ở vòng loại thứ hai, danh tính sẽ chưa được biết tại thời điểm bốc thăm. Các đội in nghiêng đã thắng một đội có hệ số cao hơn, do đó về cơ bản sẽ được lấy hệ số của đối thủ trong quá trình bốc thăm.

### Bảng tóm tắt
Lượt đi diễn ra vào ngày 6 và 8 tháng 8, lượt về diễn ra vào ngày 13, 14 và 15 tháng 8 năm 2024.
Những đội thắng trong các trận đấu sẽ tiến vào vòng play-off. Những đội thua ở Nhánh vô địch sẽ được chuyển đến vòng play-off Conference League nhánh vô địch, trong khi những đội thua ở Nhánh chính sẽ được chuyển đến vòng play-off Conference League Nhánh chính.
| Đội 1              | TTSTooltip Aggregate score | Đội 2            | Lượt đi | Lượt về      |
| ------------------ | -------------------------- | ---------------- | ------- | ------------ |
| Nhánh vô địch      |                            |                  |         |              |
| KÍ                 | 3–4                        | Borac Banja Luka | 2–1     | 1–3 (s.h.p.) |
| UE Santa Coloma    | 0–9                        | RFS              | 0–2     | 0–7          |
| Celje              | 2–3                        | Shamrock Rovers  | 1–0     | 1–3 (s.h.p.) |
| Panevėžys          | 1–5                        | Maccabi Tel Aviv | 1–2     | 0–3          |
| Petrocub Hîncești  | 1–0                        | The New Saints   | 1–0     | 0–0          |
| Dinamo Minsk       | 3–2                        | Lincoln Red Imps | 2–0     | 1–2          |
| Nhánh chính        |                            |                  |         |              |
| Partizan           | 2–3                        | Lugano           | 0–1     | 2–2 (s.h.p.) |
| Molde              | 3–1                        | Cercle Brugge    | 3–0     | 0–1          |
| Panathinaikos      | 1–1 (12–13 p)              | Ajax             | 0–1     | 1–0 (s.h.p.) |
| Trabzonspor        | 0–3                        | Rapid Wien       | 0–1     | 0–2          |
| Braga              | 2–1                        | Servette         | 0–0     | 2–1          |
| Rijeka             | 1–3                        | Elfsborg         | 1–1     | 0–2          |
| Kryvbas Kryvyi Rih | 1–3                        | Viktoria Plzeň   | 1–2     | 0–1          |

### Nhánh vô địch
| KÍ                                    | 2–1      | Borac Banja Luka    |
| ------------------------------------- | -------- | ------------------- |
| - Klettskarð 10' - Ødemarksbakken 36' | Chi tiết | - Jensen 31' (l.n.) |

| Borac Banja Luka                          | 3–1 (s.h.p.) | KÍ             |
| ----------------------------------------- | ------------ | -------------- |
| - Srećković 17' - Savić 82' - Meijers 93' | Chi tiết     | - Pavlović 53' |

Borac Banja Luka thắng chung cuộc 4–3.
| UE Santa Coloma | 0–2      | RFS                           |
| --------------- | -------- | ----------------------------- |
|                 | Chi tiết | - Ikaunieks 13' - Osuagwu 37' |

| RFS                                                                                    | 7–0      | UE Santa Coloma |
| -------------------------------------------------------------------------------------- | -------- | --------------- |
| - Ikaunieks 2', 10', 22' - Lipušček 17' - Osuagwu 44' - Ķigurs 67' - Mareš 77' (ph.đ.) | Chi tiết |                 |

RFS thắng chung cuộc 9–0.
| Celje        | 1–0      | Shamrock Rovers |
| ------------ | -------- | --------------- |
| - Menalo 34' | Chi tiết |                 |

| Shamrock Rovers                                | 3–1 (s.h.p.) | Celje           |
| ---------------------------------------------- | ------------ | --------------- |
| - Watts 37' (ph.đ.) - Farrugia 41' - Burke 96' | Chi tiết     | - Karničnik 83' |

Shamrock Rovers thắng chung cuộc 3–2.
| Panevėžys     | 1–2      | Maccabi Tel Aviv           |
| ------------- | -------- | -------------------------- |
| - Gussiås 70' | Chi tiết | - Peretz 3' - Turgeman 10' |

| Maccabi Tel Aviv                           | 3–0      | Panevėžys |
| ------------------------------------------ | -------- | --------- |
| - Peretz 45+3' - Davida 54' - Yehezkel 70' | Chi tiết |           |

Maccabi Tel Aviv thắng chung cuộc 5–1.
| Petrocub Hîncești   | 1–0      | The New Saints |
| ------------------- | -------- | -------------- |
| - Davies 20' (l.n.) | Chi tiết |                |

| The New Saints | 0–0      | Petrocub Hîncești |
| -------------- | -------- | ----------------- |
|                | Chi tiết |                   |

Petrocub Hîncești thắng chung cuộc 1–0.
| Dinamo Minsk                       | 2–0      | Lincoln Red Imps |
| ---------------------------------- | -------- | ---------------- |
| - Gavrilovich 36' - Pedro Igor 87' | Chi tiết |                  |

| Lincoln Red Imps   | 2–1      | Dinamo Minsk |
| ------------------ | -------- | ------------ |
| - De Barr 30', 78' | Chi tiết | - Alfred 54' |

Dinamo Minsk thắng chung cuộc 3–2.

### Nhánh chính
| Partizan | 0–1      | Lugano        |
| -------- | -------- | ------------- |
|          | Chi tiết | - Zanotti 73' |

| Lugano                       | 2–2 (s.h.p.) | Partizan                   |
| ---------------------------- | ------------ | -------------------------- |
| - Steffen 47' - Mahmoud 111' | Chi tiết     | - Zahid 44' - Marković 67' |

Lugano thắng chung cuộc 3–2.
| Molde                                  | 3–0      | Cercle Brugge |
| -------------------------------------- | -------- | ------------- |
| - Eriksen 3' - Eikrem 18' - Linnes 30' | Chi tiết |               |

| Cercle Brugge  | 1–0      | Molde |
| -------------- | -------- | ----- |
| - Ouattara 41' | Chi tiết |       |

Molde thắng chung cuộc 3–1.
| Panathinaikos | 0–1      | Ajax           |
| ------------- | -------- | -------------- |
|               | Chi tiết | - Berghuis 28' |

| Ajax | 0–1 (s.h.p.) | Panathinaikos |
| --- | ------------ | --- |
| | Chi tiết     | - Tetê 89' |
| Loạt sút luân lưu |              | |
| - Bergwijn - den Boomen - Godts - Taylor - Brobbey - Henderson - Traoré - Baas - Gaaei - Šutalo - Pasveer - Bergwijn - den Boomen - Godts - Taylor - Brobbey - Gaaei | 13–12        | - Mancini - Jeremejeff - Tetê - Jedvaj - Mladenović - Vilhena - Maksimović - Ingason - Vagiannidis - Zeca - Drągowski - Mancini - Jeremejeff - Tetê - Jedvaj - Mladenović - Vilhena |

Tổng tỷ số 1–1, Ajax thắng trên chấm luân lưu.
| Trabzonspor | 0–1      | Rapid Wien  |
| ----------- | -------- | ----------- |
|             | Chi tiết | - Grgić 67' |

| Rapid Wien             | 2–0      | Trabzonspor |
| ---------------------- | -------- | ----------- |
| - Seidl 77' - Lang 87' | Chi tiết |             |

Rapid Wien thắng chung cuộc 3–0.
| Braga | 0–0      | Servette |
| ----- | -------- | -------- |
|       | Chi tiết |          |

| Servette       | 1–2      | Braga                               |
| -------------- | -------- | ----------------------------------- |
| - Kutesa 90+1' | Chi tiết | - El Ouazzani 45+1' - Fernández 69' |

Braga thắng chung cuộc 2–1.
| Rijeka          | 1–1      | Elfsborg      |
| --------------- | -------- | ------------- |
| - Galešić 45+2' | Chi tiết | - Abdulai 24' |

| Elfsborg                 | 2–0      | Rijeka |
| ------------------------ | -------- | ------ |
| - Baidoo 68' - Qasem 83' | Chi tiết |        |

Elfsborg thắng chung cuộc 3–1.
| Kryvbas Kryvyi Rih | 1–2      | Viktoria Plzeň            |
| ------------------ | -------- | ------------------------- |
| - Adu 20'          | Chi tiết | - Panoš 49' - Vašulín 69' |

| Viktoria Plzeň | 1–0      | Kryvbas Kryvyi Rih |
| -------------- | -------- | ------------------ |
| - Vašulín 52'  | Chi tiết |                    |

Viktoria Plzeň thắng chung cuộc 3–1.

## Vòng play-off
Lễ bốc thăm vòng play-off được tổ chức vào ngày 5 tháng 8 năm 2024.

### Hạt giống
Tổng cộng có 24 đội sẽ chơi ở vòng play-off. Việc xếp hạt giống cho các đội sẽ dựa trên hệ số câu lạc bộ UEFA năm 2024 của họ. Đối với những đội thắng ở vòng loại thứ ba, danh tính sẽ không được biết tại thời điểm bốc thăm, hệ số câu lạc bộ của đội xếp hạng cao nhất còn lại trong mỗi trận đấu sẽ được sử dụng. Đối với những đội thua ở vòng loại thứ ba Champions League, hệ số câu lạc bộ của đội xếp hạng thấp hơn trong mỗi trận đấu sẽ được sử dụng. Trước khi bốc thăm, UEFA có thể lập các nhóm đội theo các nguyên tắc do Ủy ban Giải đấu Câu lạc bộ đặt ra. Đội đầu tiên được bốc thăm ở mỗi trận đấu sẽ là đội chủ nhà cho lượt đi.
| Nhóm 1                                                       | Nhóm 1                                                                           | Nhóm 2                                             | Nhóm 2                                          | Nhóm 3                                                        | Nhóm 3                                                                       |
| Hạt giống                                                    | Không hạt giống                                                                  | Hạt giống                                          | Không hạt giống                                 | Hạt giống                                                     | Không hạt giống                                                              |
| ------------------------------------------------------------ | -------------------------------------------------------------------------------- | -------------------------------------------------- | ----------------------------------------------- | ------------------------------------------------------------- | ---------------------------------------------------------------------------- |
| - Ajax[††] - Ludogorets Razgrad[†] - Lugano[††] - Anderlecht | - Beşiktaş - Dinamo Minsk[††] - Petrocub Hîncești[††] - Jagiellonia Białystok[†] | - LASK - Maccabi Tel Aviv[††] - PAOK[†] - APOEL[†] | - FCSB[†] - Shamrock Rovers[††] - RFS[††] - TSC | - Braga[††] - Molde[††] - Viktoria Plzeň[††] - Ferencváros[†] | - Rapid Wien[††] - Elfsborg[††] - Borac Banja Luka[††] - Heart of Midlothian |

Ghi chú
1. † Đội thua ở vòng loại thứ ba Champions League, danh tính của họ sẽ chưa được biết tại thời điểm bốc thăm. Các đội in nghiêng đã thua một đội có hệ số thấp hơn, do đó về cơ bản sẽ phải lấy hệ số của đối thủ trong quá trình bốc thăm.
2. †† Đội thắng ở vòng loại thứ ba, danh tính của họ sẽ chưa được biết tại thời điểm bốc thăm. Các đội in nghiêng đã thắng một đội có hệ số cao hơn, do đó về cơ bản sẽ được lấy hệ số của đối thủ trong quá trình bốc thăm.

### Bảng tóm tắt
Trận lượt đi diễn ra vào ngày 22 tháng 8 và lượt về diễn ra vào ngày 29 tháng 8 năm 2024.
Đội thắng sẽ tiến vào vòng đấu hạng. Đội thua sẽ được chuyển sang vòng đấu hạng Conference League.
| Đội 1                 | TTSTooltip Aggregate score | Đội 2               | Lượt đi | Lượt về      |
| --------------------- | -------------------------- | ------------------- | ------- | ------------ |
| Dinamo Minsk          | 0–2                        | Anderlecht          | 0–1     | 0–1          |
| Jagiellonia Białystok | 1–7                        | Ajax                | 1–4     | 0–3          |
| Ludogorets Razgrad    | 6–1                        | Petrocub Hîncești   | 4–0     | 2–1          |
| Lugano                | 4–8                        | Beşiktaş            | 3–3     | 1–5          |
| LASK                  | 1–2                        | FCSB                | 1–1     | 0–1          |
| RFS                   | 3–3 (4–2 p)                | APOEL               | 2–1     | 1–2 (s.h.p.) |
| Maccabi Tel Aviv      | 8–1                        | TSC                 | 3–0     | 5–1          |
| PAOK                  | 6–0                        | Shamrock Rovers     | 4–0     | 2–0          |
| Ferencváros           | 1–1 (3–2 p)                | Borac Banja Luka    | 0–0     | 1–1 (s.h.p.) |
| Molde                 | 1–1 (2–4 p)                | Elfsborg            | 0–1     | 1–0 (s.h.p.) |
| Braga                 | 4–3                        | Rapid Wien          | 2–1     | 2–2          |
| Viktoria Plzeň        | 2–0                        | Heart of Midlothian | 1–0     | 1–0          |

### Các trận đấu
| Dinamo Minsk | 0–1      | Anderlecht        |
| ------------ | -------- | ----------------- |
|              | Chi tiết | - Augustinsson 9' |

| Anderlecht  | 1–0      | Dinamo Minsk |
| ----------- | -------- | ------------ |
| - Amuzu 84' | Chi tiết |              |

Anderlecht thắng chung cuộc 2–0.
| Jagiellonia Białystok | 1–4      | Ajax                                     |
| --------------------- | -------- | ---------------------------------------- |
| - Diéguez 5'          | Chi tiết | - Akpom 9', 61', 69' (ph.đ.) - Godts 27' |

| Ajax                                      | 3–0      | Jagiellonia Białystok |
| ----------------------------------------- | -------- | --------------------- |
| - Fitz-Jim 43' - Taylor 64' - Brobbey 71' | Chi tiết |                       |

Ajax thắng chung cuộc 7–1.
| Ludogorets Razgrad                           | 4–0      | Petrocub Hîncești |
| -------------------------------------------- | -------- | ----------------- |
| - Duah 23' - Seco 59' - Almeida 90+1', 90+4' | Chi tiết |                   |

| Petrocub Hîncești | 1–2      | Ludogorets Razgrad       |
| ----------------- | -------- | ------------------------ |
| - Ambros 28'      | Chi tiết | - Delev 75' - Rick 90+3' |

Ludogorets Razgrad thắng chung cuộc 6–1.
| Lugano                                           | 3–3      | Beşiktaş                              |
| ------------------------------------------------ | -------- | ------------------------------------- |
| - Bislimi 34' - Steffen 56' - Gabriel 63' (l.n.) | Chi tiết | - Fernandes 21', 52' - Al-Musrati 55' |

| Beşiktaş                                                    | 5–1      | Lugano      |
| ----------------------------------------------------------- | -------- | ----------- |
| - Immobile 7', 71' - Fernandes 65' - Silva 69' - Uçan 90+2' | Chi tiết | - Vladi 59' |

Beşiktaş thắng chung cuộc 8–4.
| LASK        | 1–1      | FCSB              |
| ----------- | -------- | ----------------- |
| - Taoui 34' | Chi tiết | - Miculescu 45+2' |

| FCSB          | 1–0      | LASK |
| ------------- | -------- | ---- |
| - Olaru 90+3' | Chi tiết |      |

FCSB thắng chung cuộc 2–1.
| RFS                                     | 2–1      | APOEL          |
| --------------------------------------- | -------- | -------------- |
| - Kouadio 31' - Ikaunieks 45+1' (ph.đ.) | Chi tiết | - El-Arabi 52' |

| APOEL                                  | 2–1 (s.h.p.) | RFS                                     |
| -------------------------------------- | ------------ | --------------------------------------- |
| - Sušić 75' - Donis 90+5'              | Chi tiết     | - Ikaunieks 40'                         |
| Loạt sút luân lưu                      |              |                                         |
| - El-Arabi - Sarfo - Quintillà - Dvali | 2–4          | - Ikaunieks - Lipušček - Prenga - Panić |

Tổng tỷ số 3–3, RFS thắng 4–2 trên chấm luân lưu.
| Maccabi Tel Aviv                         | 3–0      | TSC |
| ---------------------------------------- | -------- | --- |
| - Turgeman 27' - Peretz 63' - Madmon 83' | Chi tiết |     |

| TSC              | 1–5      | Maccabi Tel Aviv                                       |
| ---------------- | -------- | ------------------------------------------------------ |
| - Mboungou 90+2' | Chi tiết | - Addo 2', 6' - Asante 12' - Turgeman 56' - Shahar 89' |

Maccabi Tel Aviv thắng chung cuộc 8–1.
| PAOK                                                                         | 4–0      | Shamrock Rovers |
| ---------------------------------------------------------------------------- | -------- | --------------- |
| - Cleary 45+5' (l.n.) - Taison 47' - Konstantelias 67' - Rahman 90+5' (l.n.) | Chi tiết |                 |

| Shamrock Rovers | 0–2      | PAOK                         |
| --------------- | -------- | ---------------------------- |
|                 | Chi tiết | - Ozdoyev 64' - Despodov 75' |

PAOK thắng chung cuộc 6–0.
| Ferencváros | 0–0      | Borac Banja Luka |
| ----------- | -------- | ---------------- |
|             | Chi tiết |                  |

| Borac Banja Luka                              | 1–1 (s.h.p.) | Ferencváros                                |
| --------------------------------------------- | ------------ | ------------------------------------------ |
| - Meijers 104'                                | Chi tiết     | - B. Varga 111' (ph.đ.)                    |
| Loạt sút luân lưu                             |              |                                            |
| - Herrera - Kvržić - Savić - Čavić - Grahovac | 2–3          | - Rommens - Ben Romdhane - Abu Fani - Kady |

Tổng tỷ số 1–1, Ferencváros thắng 3–2 trên chấm luân lưu.
| Molde | 0–1      | Elfsborg    |
| ----- | -------- | ----------- |
|       | Chi tiết | - Qasem 15' |

| Elfsborg                              | 0–1 (s.h.p.) | Molde                            |
| ------------------------------------- | ------------ | -------------------------------- |
|                                       | Chi tiết     | - Berisha 62'                    |
| Loạt sút luân lưu                     |              |                                  |
| - Baidoo - Hedlund - B. Zeneli - Hult | 4–2          | - Kaasa - Ihler - Hestad - Løvik |

Tổng tỷ số 1–1, IF Elfsborg thắng 4–2 trên chấm luân lưu.
| Braga                        | 2–1      | Rapid Wien        |
| ---------------------------- | -------- | ----------------- |
| - Carvalho 33' - Zalazar 71' | Chi tiết | - Burgstaller 25' |

| Rapid Wien                          | 2–2      | Braga                                    |
| ----------------------------------- | -------- | ---------------------------------------- |
| - Arrey-Mbi 9' (l.n.) - Jansson 47' | Chi tiết | - El Ouazzani 68' (ph.đ.) - R. Horta 70' |

Braga thắng chung cuộc 4–3.
| Viktoria Plzeň         | 1–0      | Heart of Midlothian |
| ---------------------- | -------- | ------------------- |
| - Oyegoke 90+6' (l.n.) | Chi tiết |                     |

| Heart of Midlothian | 0–1      | Viktoria Plzeň |
| ------------------- | -------- | -------------- |
|                     | Chi tiết | - Červ 76'     |

Viktoria Plzeň thắng chung cuộc 2–0.